# Edward Allen Bernero
Edward Allen Bernero (Chicago, 29 agosto 1962) è uno sceneggiatore, produttore televisivo e regista statunitense, creatore delle serie televisive Squadra emergenza e Crossing Lines e produttore esecutivo di Criminal Minds.

## Biografia
Prima di iniziare il suo lavoro in televisione, Bernero è stato un ufficiale di polizia presso il Chicago Police Department. Inizia la sua carriera televisiva come autore freelance per la serie televisiva poliziesca della NBC Brooklyn South, per cui ha scritto quattro episodi.
Nel 1999 crea, assieme a John Wells, la serie televisiva Squadra emergenza, basata sulle sue esperienze di agente di polizia. La serie è andata in onda dal 1999 al 2005 sulla NBC, e Bernero è stato sceneggiatore, produttore, produttore esecutivo e regista di alcuni episodi.
Dopo la fine di Squadra emergenza, nel 2005 Bernero assume il ruolo di produttore esecutivo della serie televisiva Criminal Minds, dirigendo, negli anni, svariati episodi. Nel 2009 scrive e produce l'episodio pilota per una serie televisiva intitolata Washington Field, progetto che la CBS non concretizza. Nel 2011 crea un spin-off di Criminal Minds, intitolato Criminal Minds: Suspect Behavior. La serie non riscontra lo stesso successo della serie principale e viene cancellata dopo una sola stagione.
Nel 2013 è creatore e produttore esecutivo della serie Crossing Lines.